# Мереньи, Лайош (шахматист)
Это статья о шахматисте. Его не следует путать с венгерским историком Лайошем Мереньи (1854—1919).
Лайош Мереньи (венг. Merényi Lajos, 23 января 1884 — 27 апреля 1936) — венгерский шахматист.
Неоднократный участник чемпионатов Венгрии. Бронзовый призер чемпионата Венгрии 1912 г. Победитель турнира венгерских шахматистов 1924 г. Участник сильного по составу международного турнира в Будапеште 1928 г.

## Спортивные результаты
| Год  | Город       | Соревнование                                    | + | − | = | Результат | Место |
| ---- | ----------- | ----------------------------------------------- | - | - | - | --------- | ----- |
| 1906 | Дьёр        | Чемпионат Венгрии                               |   |   |   |           | [ 3 ] |
| 1912 | Темешвар    | Чемпионат Венгрии                               | 7 | 3 | 4 | 9 из 14   | 3—4   |
| 1924 | Дьёр        | Турнир венгерских шахматистов (финальный раунд) | 8 | 2 | 1 | 8½ из 11  | 1     |
| 1928 | Будапешт    | Международный турнир                            | 0 | 5 | 4 | 2 из 9    | 10    |
| 1932 | Будапешт    | Чемпионат Венгрии                               |   |   |   |           | [ 6 ] |
| 1935 | Тататоварош | Чемпионат Венгрии                               | 3 | 7 | 7 | 6½ из 17  | 11—16 |